# Коста Шкодряну
Коста Шкодряну (на арумънски: Costa Scodreanu, Școdreanu) е иконописец и светски художник от Македония.

## Биография
Роден е в 1853 година във видна крушевска влашка фамилия. Завършва фармация и Художествената академия във Виена. Завръща се в Македония и работи като художник и фармацевт. Шкодряну е един от първите художници, които внасят западни влияния в религиозната живопис в Македония.
В 1905 година изписва иконостаса на влашката църква „Св. св. Константин и Елена“ в Битоля, който разчупва традиционните схеми на религиозната живопис от края на XIX век, като внася класицистичен, романтически и реалистически елементи.
Картината „Портрет на девойче“ от началото на XX век, съхранявана във фонда на Националната галерия на Македония, е един от редките примери за профанна живопис от периода.
Умира в 1926 година.